# Estádio Nacional Moshood Abiola
O Estádio Nacional Moshood Abiola (em inglês: Moshood Abiola National Stadium), anteriormente conhecido como Estádio Nacional de Abuja, é um estádio multiuso localizado em Abuja, capital federal da Nigéria, inaugurado em 8 de abril de 2003. Desde então passou a ser o local onde a Seleção Nigeriana de Futebol manda seus jogos oficiais, além de ser também palco de diversos eventos sociais, culturais e religiosos do país. Sua capacidade máxima é de 60 491 espectadores.

## Histórico
O Governo Federal da Nigéria aprovou o contrato para a construção em 18 de julho de 2000. O estádio foi construído para sediar os Jogos Pan-Africanos de 2003. A construção figurou à época entre as 50 mais caras do mundo.
Em 12 de junho de 2019, o presidente da Nigéria, Muhammadu Buhari, decretou a mudança do nome do estádio como forma de render homenagem à Moshood Abiola, empresário, publicitário, filantropo e político nigeriano, vencedor da eleição presidencial de 1993, porém jamais empossado em decorrência da não aceitação do resultado do pleito pelo governo ditatorial de Ibrahim Babangida, que culminou na eclosão de um novo golpe de Estado no país, liderado por Sani Abacha. Abiola passou seus últimos anos na condição de preso político, tendo falecido na prisão cinco anos depois, em 1998.

## Controvérsias
Várias questões foram levantadas a respeito da manutenção do estádio, com base na situação atual do antigo Estádio Nacional de Lagos, localizado na cidade homônima, a mais populosa e industrializada cidade do país, que foi construído na então capital do país para os Jogos Pan-Africanos de 1973. Apesar de inicialmente ter sido considerado um grande feito da engenharia nigeriana, sua estrutura física foi bastante precarizada ao longo dos anos diante da falta de manutenção. Por conta disso, Amos Adamu, dirigente da Federação Nigeriana de Futebol, declarou ter aconselhado o governo nigeriano a privatizar o estádio imediatamente após os Jogos Pan-Africanos de 2003, a fim de evitar a vandalização típica de edifícios de propriedade pública.